# FV430
FV430は、イギリス陸軍で1960年代より運用されている装甲戦闘車両シリーズの形式である。

## 概要
FV430は共通の車台を使用し、イギリス陸軍で多数が運用されている装甲戦闘車両シリーズで、最も生産数の多い車種はFV432装甲兵員輸送車である。長期に渡り運用されているため、いくつかの車種は後から登場したCVR（T）やウォーリア装甲戦闘車により代替され、また運用の続けられている車両の多くはエンジンや走行装置にアップグレードが行われている。2007年頃から最新改修型のFV430 Mk.3 ブルドッグが開発され、イラクやアフガニスタンへの派遣部隊で運用されている。
FV430シリーズの車台は前方にエンジン、後方に兵員区画を備えた装軌式で、同時代のアメリカ製M113装甲兵員輸送車や陸上自衛隊の60式装甲車と似た構造であるが、車体はアルミ合金製ではなく鋼板を溶接した鋼鉄製である。兵員区画の後部および上部に昇降用の大型ハッチを備えている。
イギリス陸軍の戦術ドクトリンでは降車戦闘を基本としているため、車内から銃撃を行えるような銃眼などは備えられていない。浮航スクリーンを使用し水上を時速6kmで移動する事が可能である。

## バリエーション
FV431
1両のみ試作された輸送型車両。6×6輪駆動の装輪式車両であるアルヴィス スタルワートが本車の代わりに広く採用された。
FV432
実質的にFV430シリーズの基本型となった装甲兵員輸送車型。"トロウジャン"（Trojan）の愛称で知られる。多数のバリエーション車種がある。ウクライナに数十輌提供されている。
FV433
密閉式の回転砲塔に105mm砲を装備した自走砲。"アボット"（Abbot）と呼称される。
FV434
車体上にクレーンを装備した装甲回収車型。
FV435
指揮・通信車両型。車体後部に箱状の構造物を載せたような外観である。愛称は"ウェーヴェル"（Wavell）。
FV436
グリーン・アーチャー対砲兵レーダーを搭載した大型レーダー搭載車。後にレーダーをシンベリンに換装。
FV437
FV432に浮航装置、ウォータージェットなどを搭載した水陸両用車両型。試作のみ。
FV438
スウィングファイア対戦車ミサイルを搭載した対戦車車両。
FV439
無線通信設備を搭載した車種で、多数のバリエーション車種がある。
FV430 Mk.3 ブルドッグ
2007年からイラク駐留部隊で運用が始まった改良型の装甲兵員輸送型。次項で詳述。

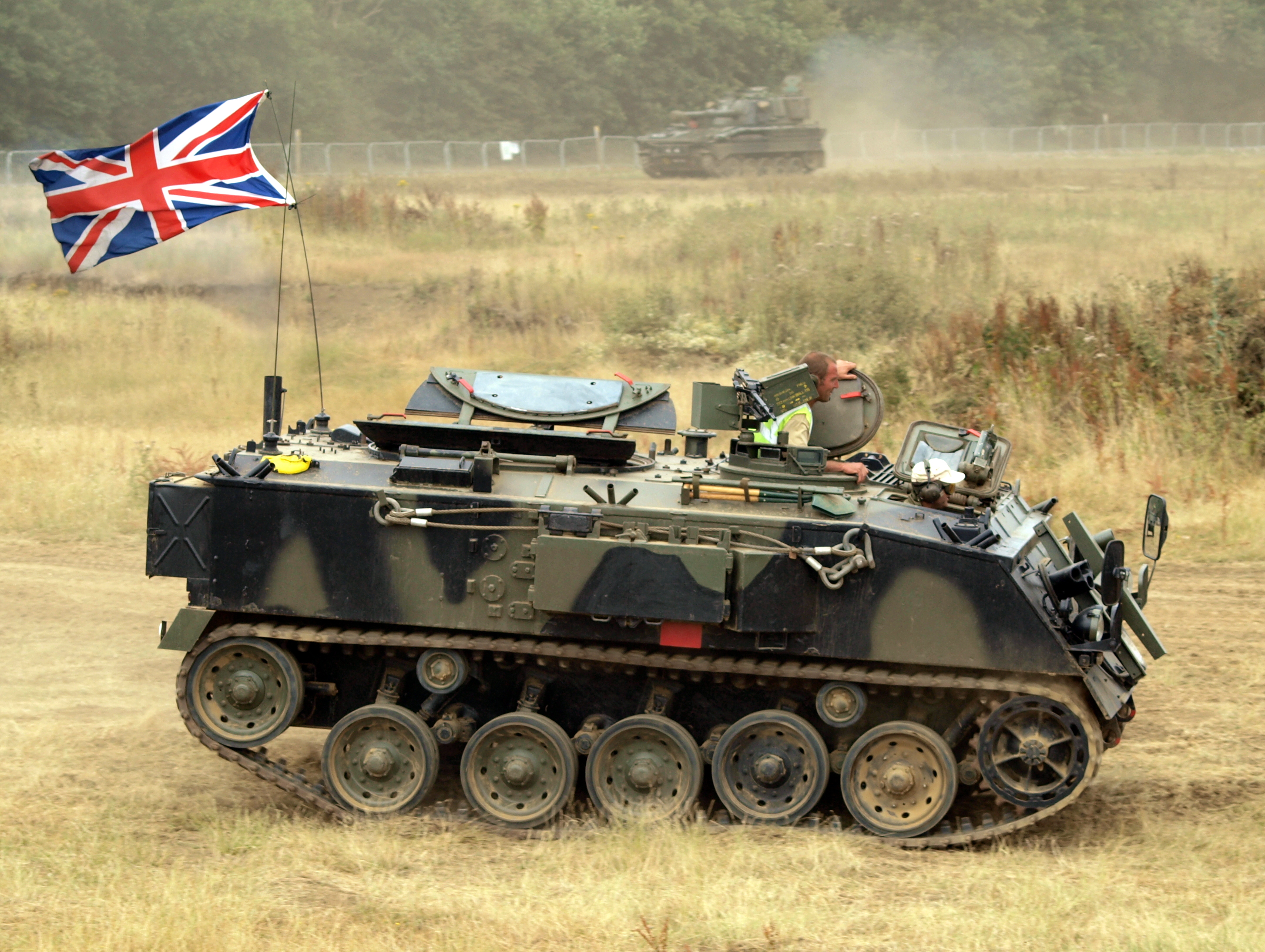
FV432 トロウジャン装甲兵員輸送車
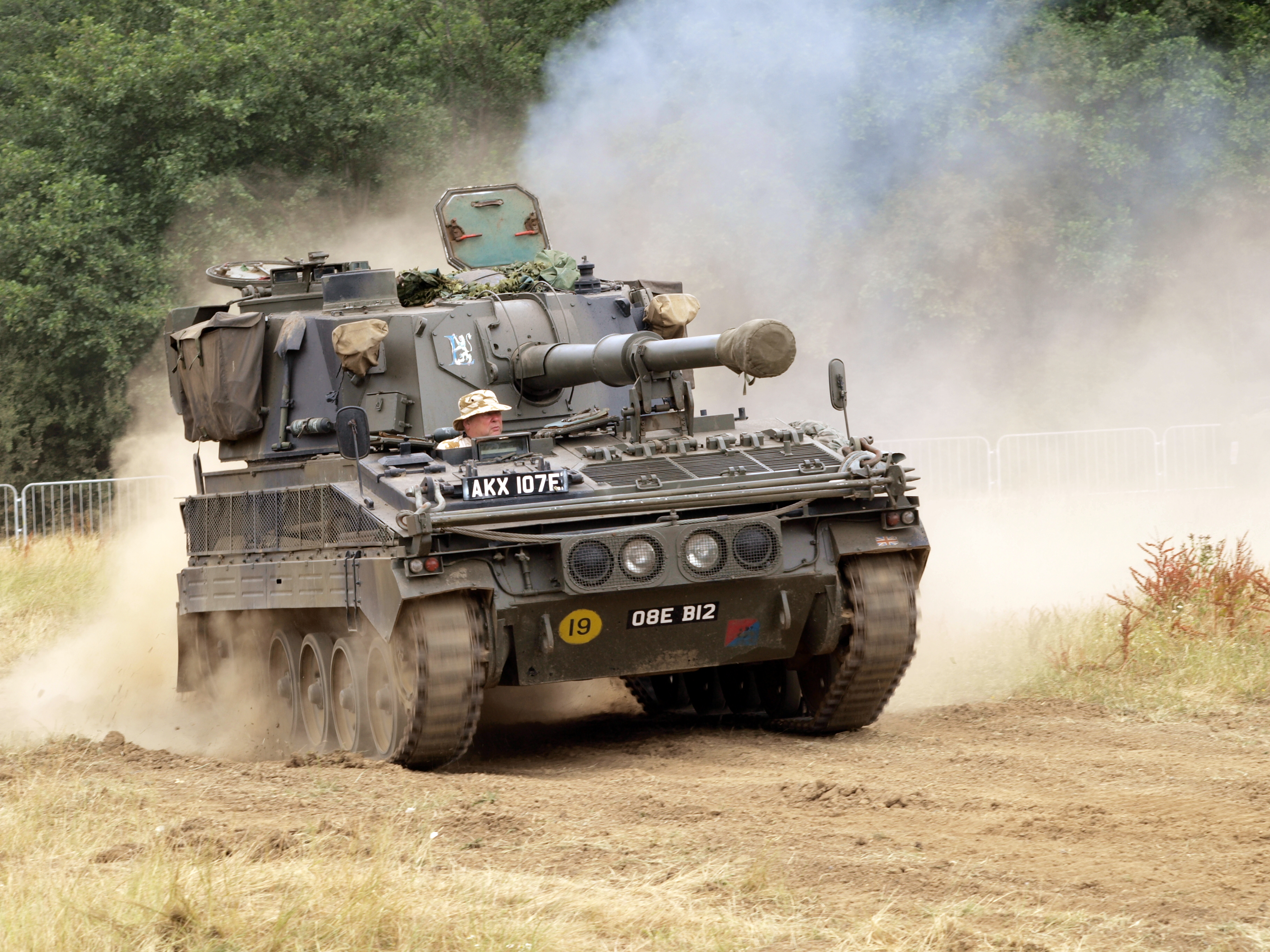
FV433 アボット自走砲
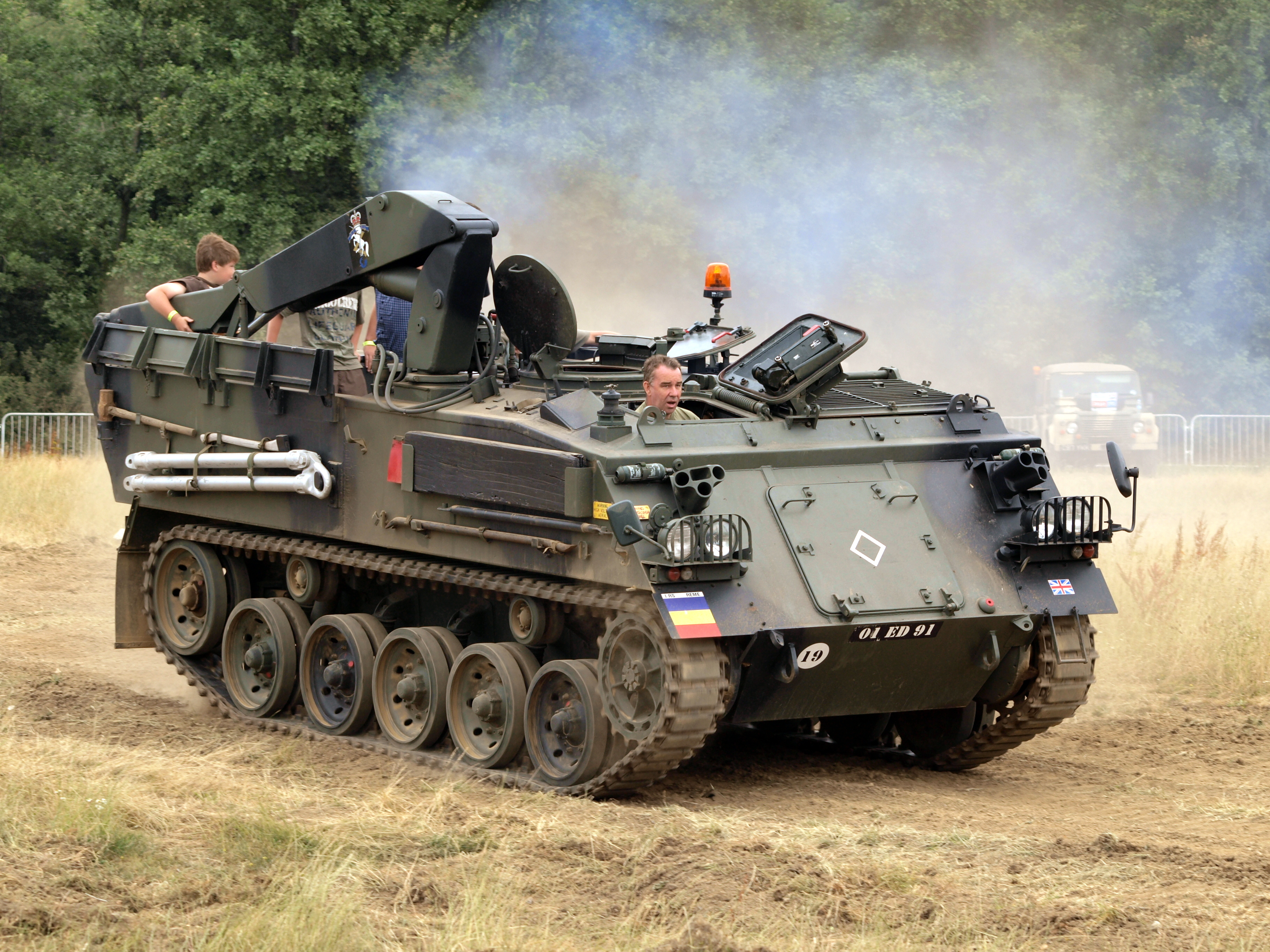
FV434 装甲回収車
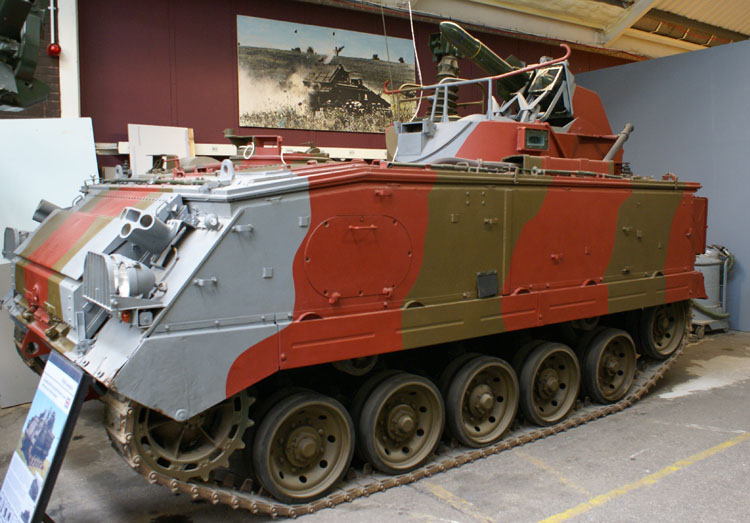
FV438 スウィングファイア
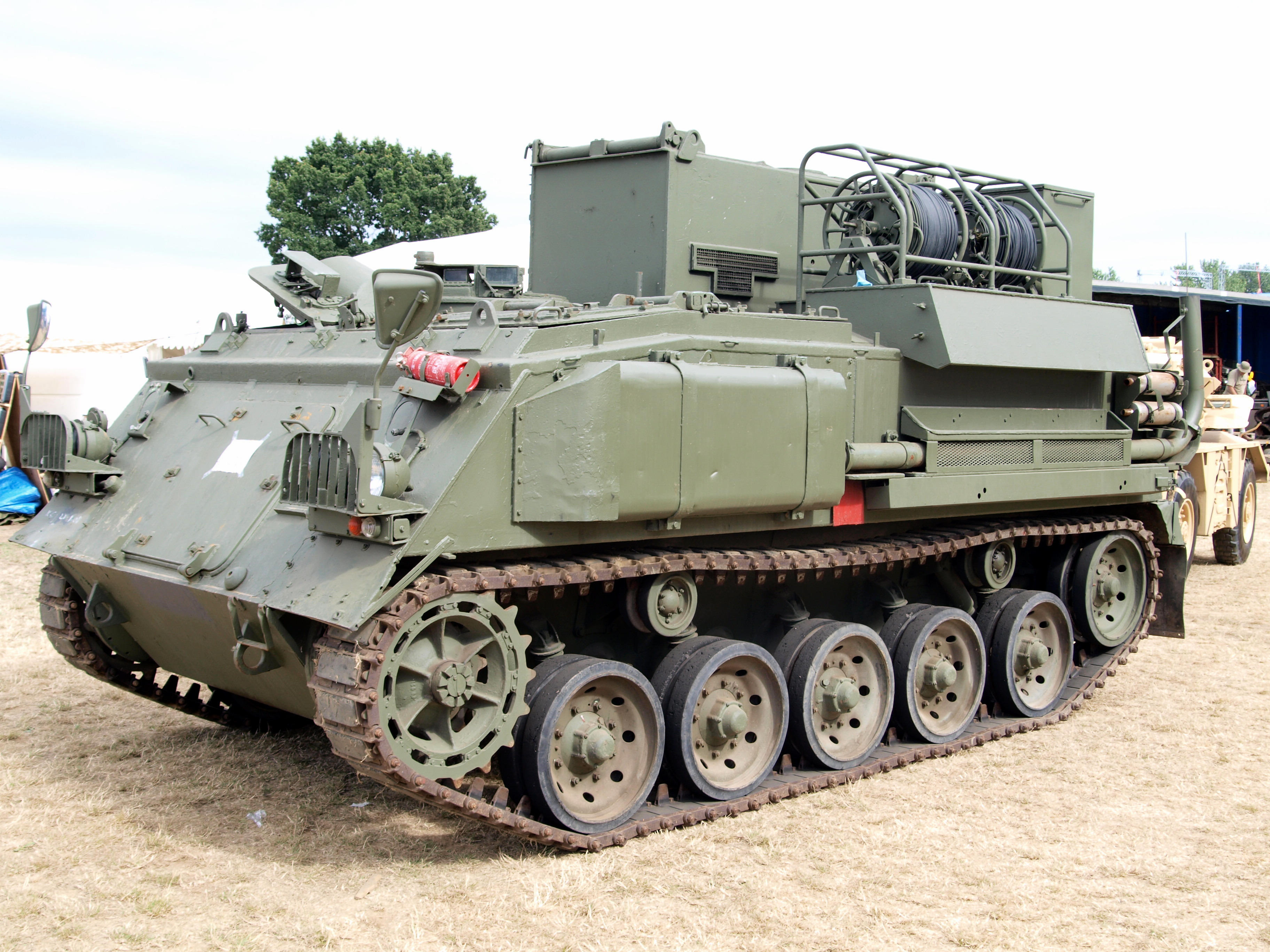
FV439 通信車両

## FV430 Mk.3 ブルドッグ
2006年12月に開発された改良型の装甲兵員輸送車タイプで、FV432 Mk.2の後継に相当する。イラクやアフガニスタンにおける低強度紛争に対応する為の新しい車種で、こういった紛争で多用されるRPG-7のような成形炸薬弾に対抗するため、イスラエルのラファエル社で開発された爆発反応装甲パッケージを装着し、ウォーリア装甲戦闘車と同レベルの防御力を獲得している。
車体上には防盾付の銃座にL7 GPMGを装備し、車内からの射撃が可能となっている。遠隔操作銃塔 (RWS)であるエンフォーサー RWSの搭載も可能である。また機動性向上のため走行装置およびエンジンにも改修が行われ、最高速度は時速約72kmに向上し、また空調装置も装備されている。
BAE システムズ・ランド・アンド・アーマメンツによる改修作業により、約900両のFV430 Mk.3 ブルドッグが改修されイラクやアフガニスタンに配備され、新型のマスティフPPVと共に運用されている。

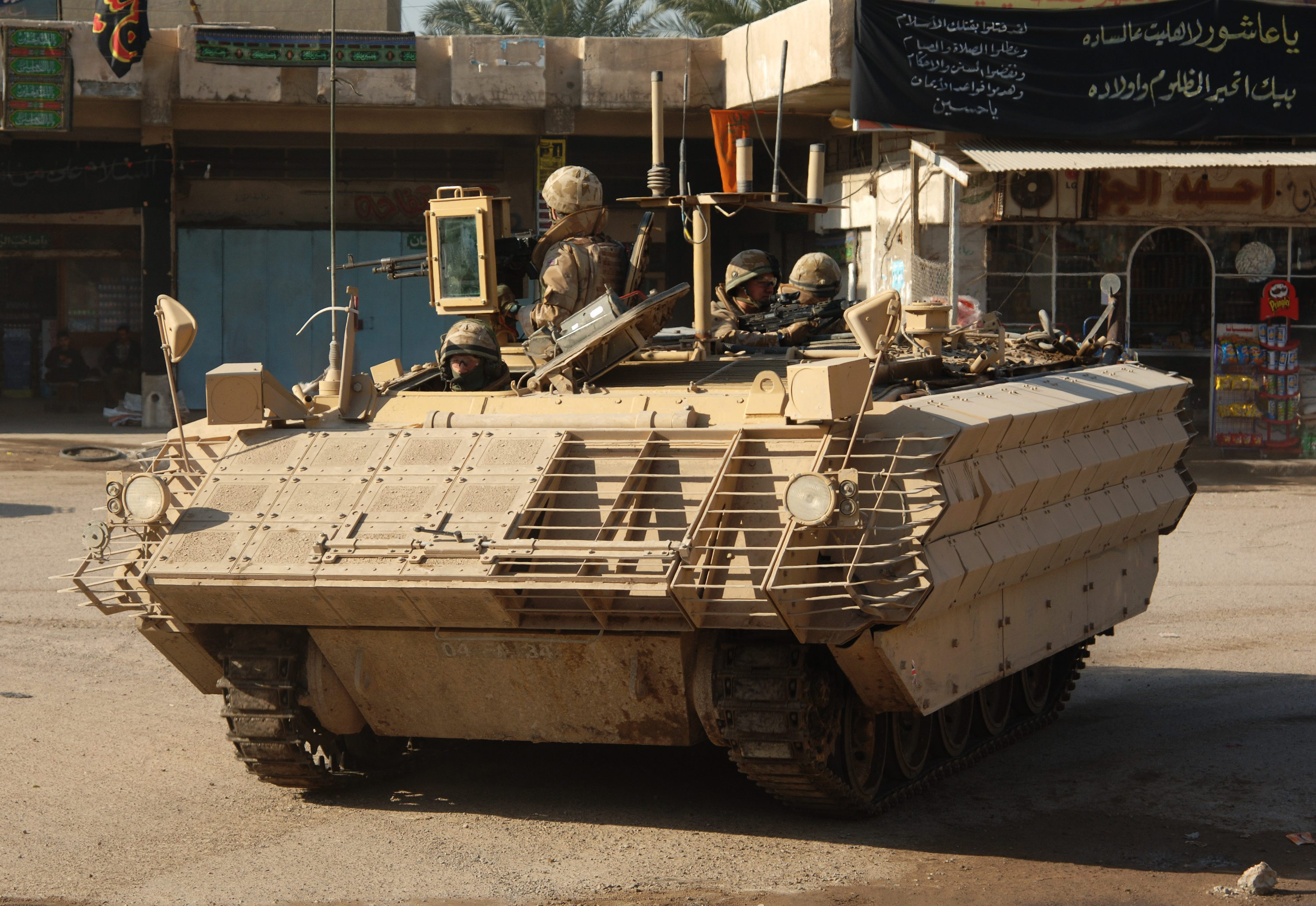
イラクに派遣されたFV430 Mk.3 ブルドッグ、2007年1月。
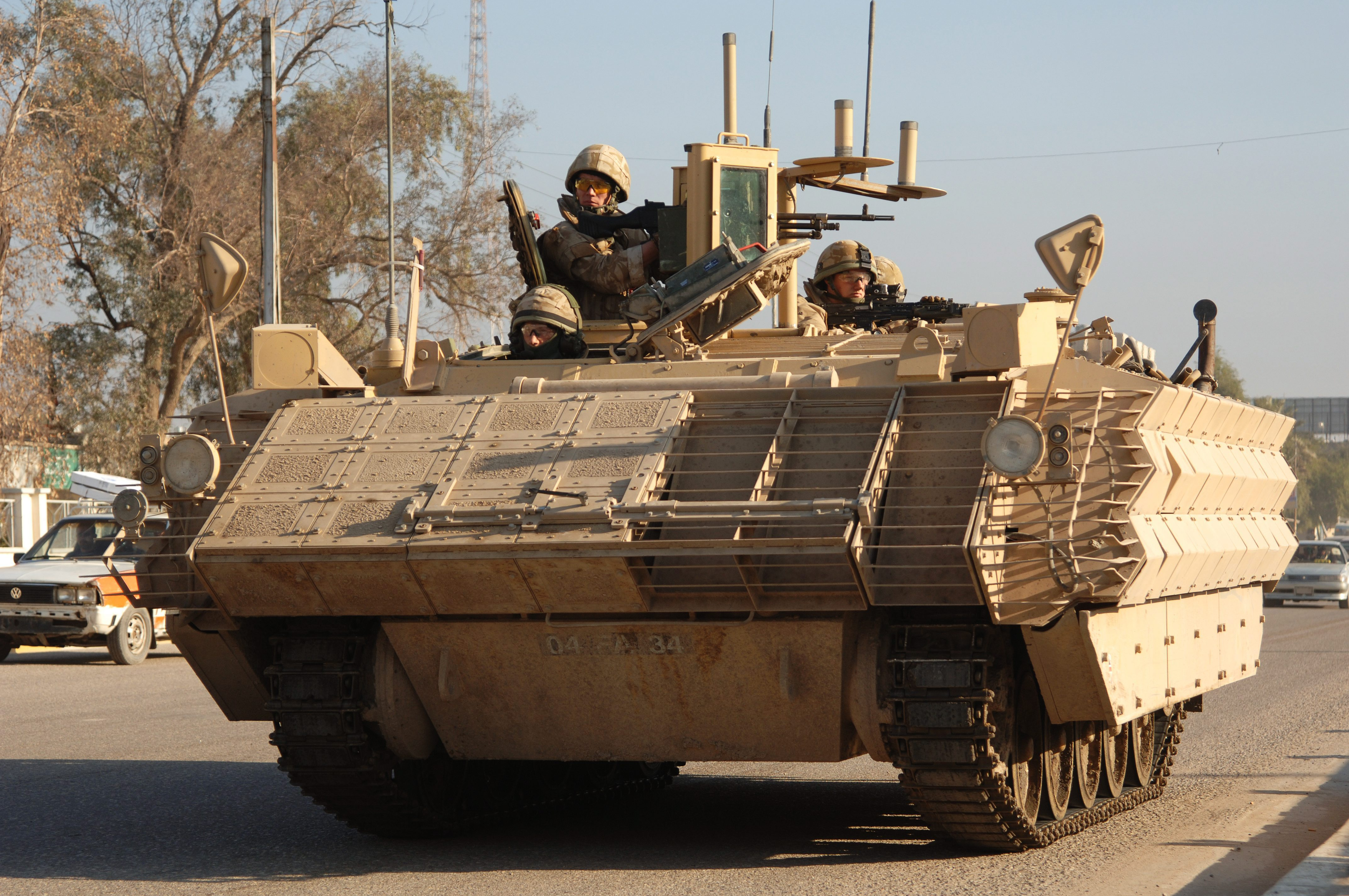
イラクに派遣されたFV430 Mk.3 ブルドッグ、2007年1月。